# آلوار گالسترند
آلوار گالسترند (به سوئدی: Allvar Gullstrand) ‏زیست‌شناس سوئدی برنده جایزه نوبل فیزیولوژی و پزشکی در سال ۱۹۱۱ به خاطر مطالعه سیستم بینایی بود.